# Scribner (Nebraska)

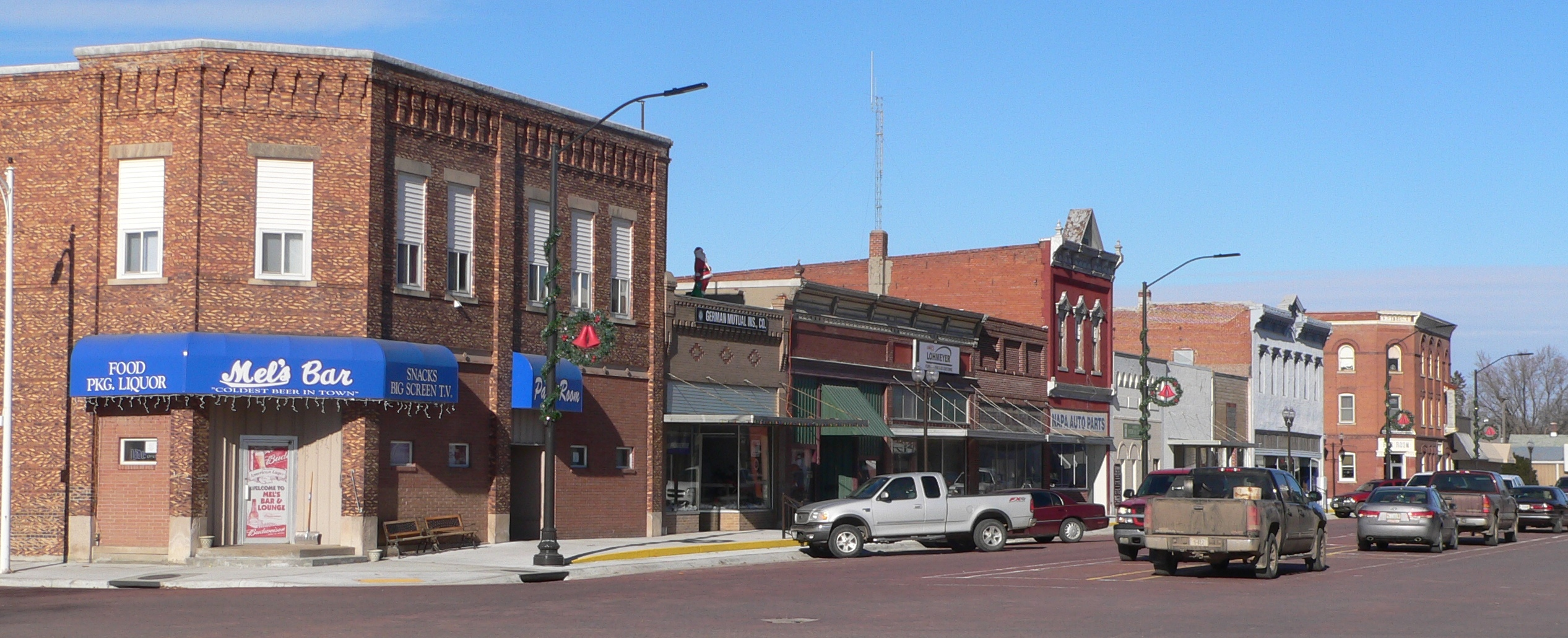
Scribner

Scribner is een plaats (city) in de Amerikaanse staat Nebraska, die bestuurlijk gezien onder Dodge County valt.

## Demografie
Bij de volkstelling in 2000 werd het aantal inwoners vastgesteld op 971.
In 2006 is het aantal inwoners door het United States Census Bureau geschat op 966, een daling van 5 (-0,5%).

## Geografie
Volgens het United States Census Bureau beslaat de plaats een oppervlakte van 1,7 km², geheel bestaande uit land. Scribner ligt op ongeveer 387 m boven zeeniveau.

## Plaatsen in de nabije omgeving
De onderstaande figuur toont nabijgelegen plaatsen in een straal van 20 km rond Scribner.